# Boulevard de Magenta
Il boulevard de Magenta è uno dei boulevard di Parigi, collocato tra il IX ed il X arrondissement.
Esso ha origine tra Place de la République e Rue Beaurepaire, e termina tra Boulevard de Rochechouart e Boulevard de la Chapelle.

## Etimologia
Il boulevard deve il suo nome alla Battaglia di Magenta, combattuta a Magenta, in Italia, il 4 giugno 1859. Lo scontro fu la prima grande vittoria dell'alleanza franco-piemontese nell'ambito della Seconda guerra d'indipendenza italiana e venne capeggiata dal generale Patrice de Mac-Mahon e dall'imperatore Napoleone III contro gli austriaci di Ferencz Gyulai.

## Storia
La creazione del boulevard de Magenta rientrò nei rinnovamenti condotti nella città di Parigi dall'architetto Haussmann. La strada venne completata nel 1855 nel tratto tra rue du Faubourg-Saint-Martin ed il boulevard de Rochechouart (il boulevard qui infatti segue una strada della vecchia rue du Nord realizzata nel 1827) e venne ufficialmente terminata nel 1859 giungendo a place de la République e a rue du Faubourg-Saint-Martin.

## Luoghi d'interesse

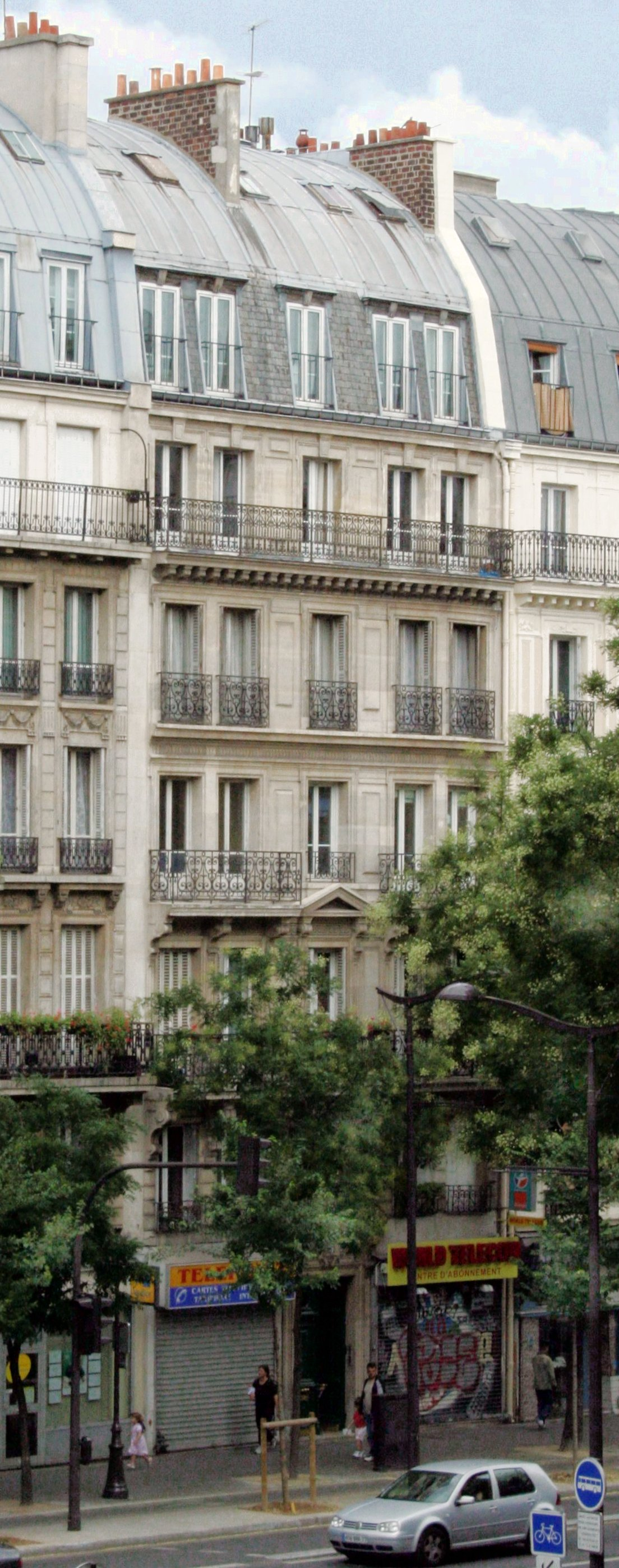
Un immeuble de rapport

- nº 3: qui visse Jacques Bonsergent, il primo parigino ad essere ucciso dai nazisti durante l'occupazione tedesca della Francia, il 23 dicembre 1940.
- nº 24: sito del restaurant Véry, dove l'anarchico Ravachol venne arrestato il 30 marzo 1892. Per vendetta, gli anarchici fecero esplodere qui una bomba il 25 aprile di quell'anno.
- nº 68: Chiesa di Saint-Laurent, costruita tra il 1863 ed il 1867.
- nº 85 bis: Marché Saint-Quentin installatosi qui nel 1866.
- nº 110: Qui visse il pittore Georges Seurat.
- nº 170:  Il cinema Le Louxor (la facciata e i soffitti interni sono iscritti tra i monumenti storici della Francia).